# 拉赫蒂L-39反坦克步槍
拉赫蒂L-39（英語：Lahti L-39，官方編號：20 pst Kiv 39，全寫：20 mm panssarintorjunta kivääri 39）是一款由芬兰槍械工程師艾莫·拉赫蒂所設計、国家步枪工厂所生產的半自動反坦克步槍，亦是二戰期間芬兰陆军所使用的主要反坦克步槍。發射瑞士索洛圖恩K41所用的20×138毫米B口徑機炮炮彈（索洛圖恩長彈），與當時大多數使用著、口徑卻較小的其他反坦克步槍 （英國博斯MK II或蘇聯PTRD-41）有所不同。
它有著獵象槍的綽號，具有出色的精度、貫穿力和射程，但其尺寸導致運輸變得困難，後座力亦過大。而由於坦克装甲的研發對L-39而言愈來愈厚而無法貫穿，因此它的用途轉變作早期型反器材步槍、以遠距離狙擊騷擾坦克，以至轉變為L-39/44全自動衍生型，用作簡易防空武器。

## 研發
在1935年，研發輕型反坦克武器的最初構想時期，總參謀部估計紅軍將集中使用大量輕型坦克。在這種背景以下，由於12.7—13毫米口徑的反坦克机枪的射速較高，因而被認為是支援37毫米口徑反坦克炮的理想武器類型。結果，国家步枪工厂受委於研發13毫米反坦克機槍。
然而，艾莫·拉赫蒂對13毫米口徑反坦克機槍的表示懷疑，並且開始著手20毫米口徑的設計。但想要較小口徑的反坦克武器的軍官認為，20毫米炮彈的炮口初速並不足以貫穿裝甲，而高射速、口徑較小的武器才會證明有作用。然而，軍事首長埃里克·格蘭德爾少將亦提出，需要一款20毫米口徑武器，並於1938年夏季以原型槍的擊發試驗來支持這種觀點；與此同時，又開始研發更堅固的20毫米口徑反坦克步槍。
結果，拉赫蒂設計了兩款競爭性的反坦克武器：一挺13.2毫米口徑機槍和一枝20毫米口徑步槍，藉以駁斥前者。前者試圖通過測試各種特殊子彈來提高其貫穿力，而後者的第一批原型是由拉赫蒂本人研發的20×113毫米口徑所生產，但是在生產過程中改為了常見、而且火力更強大的20×138毫米B口徑機炮炮彈，既可與眾多國外的20毫米彈藥兼容，又可採用多種彈丸（穿甲弹、穿甲曳光彈、白磷燃烧弹、高爆彈等）。
1939年6月，在對兩種武器進行試射以後，他倆發現20毫米口徑步槍的貫穿力更為出色，在100公尺距離以90º角著彈時可貫穿厚達30毫米鋼製裝甲，300公尺距離仍可貫穿25毫米裝甲。但員工的摩擦和埃里克·海因里希斯的猶豫不決，將其生產決定推遲到9月6日。20毫米口徑步槍被正式選為陸軍的輕型反坦克武器，被稱為“39式20毫米反坦克步槍”。槍械設計師艾莫·拉赫蒂因而將武器命名為L-39。
由於國家步槍廠的繁重工作，直到1940年才開始正常生產，並且在1940年4月15日完成了第10批測試系列。該武器是在芬蘭研製的反坦克武器，除了常規的開放式瞄準器以外，該武器還可搭配為其研發的夜間和防空瞄準具。該步槍器的生產一直持續到1945年夏季，而這時國家步槍工廠已經生產了大約1,900枝L-39。L-39的最大數量是在1944年、蘇聯發動進攻之前部署的時期，當時芬蘭裝備1,789枝L-39。

### 操作
L-39步槍是一款半自動的氣動式武器，導氣活塞位於槍管下方，彈藥來自可拆卸的頂部插槽供彈式彈匣，並且從底部拋出彈殼。為了減少後座力，該步槍於槍口配有五室式制退器和附有襯墊的皮革製緩衝墊。槍口至兩腳架座之間的槍管周圍附有木製槍管罩筒，以便在射擊引起槍管變熱以後進行運輸。槍口以上裝有一個不使用時用以蓋住的蓋子，蓋子以細鍊子綁在槍管以上。

## 運用

### 冬季戰爭
在冬季战争期間（1939年—1940年），芬蘭缺乏反坦克武器。只有兩枝20毫米口徑步槍和數挺13.2毫米口徑機槍投入了前線，亦在那裡發現13.2毫米口徑機槍無效而且不可靠，而口徑較大的20毫米步槍被證明可以成功抵抗蘇聯裝甲洪流。因此，芬蘭最終選擇了20毫米口徑設計並且開始生產。
該步槍還被普遍應用於一種叫“冷查理”（芬蘭語：Kylmä-Kalle）反狙擊手戰術當中。在該戰術當中，芬蘭人會使用模特兒偽裝成一名軍官，將其馬虎掩蓋自己。
在該戰術中，人體模型先被芬蘭人偽裝成誘餌（例如軍官），然後呈現為經過草草偽裝的真人。通常，蘇聯的狙擊手無法拒絕這種簡單目標的誘惑，因而向人體模型射擊。一旦狙擊手的方位暴露，芬蘭人就會使用拉赫蒂L-39向蘇聯狙擊手開火，將後者排除掉。

### 繼續戰爭

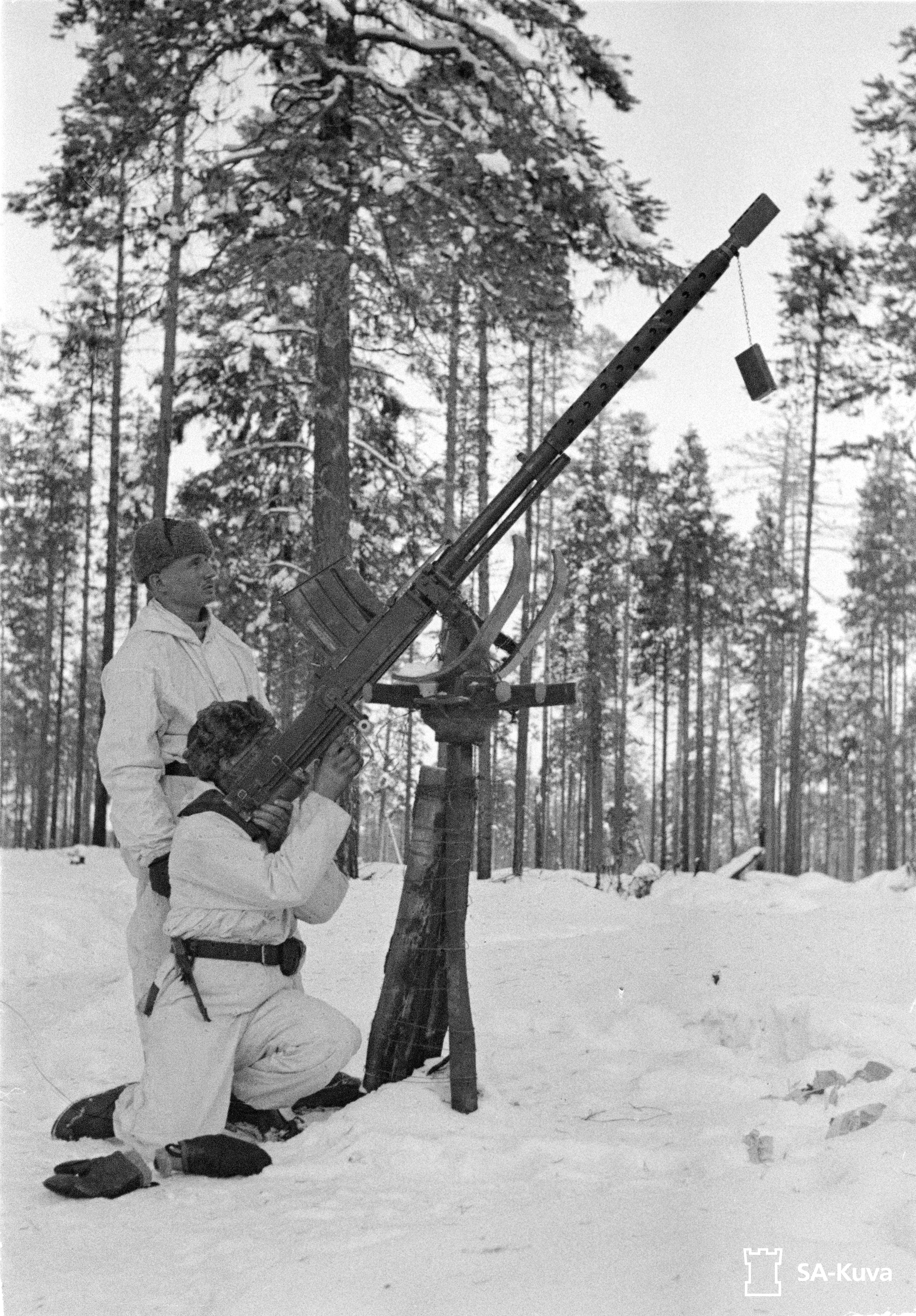
1942年，一枝L-39被用作簡易防空武器。

第二次世界大战期間，芬蘭與蘇聯之間的兩場戰爭當中的第二場就是继续战争（1941年6月25日至1944年9月19日），這時芬蘭投入了大約1,800枝L-39。
儘管這時該武器已無法貫穿T-34和KV-1等較新型的蘇聯坦克，但在1942年至1944年的戰場上，它仍然證明自身對碉堡漏洞／銃眼、遠距離目標、輕型坦克的側部裝甲甚至飛機都非常有效。這一性能使得芬蘭軍方對它非常適合用作防空系統進行了評估，然後在1944年夏季，還生產了最多300枝L39的全自動型版本，拉赫蒂L-39/44（英語：20 ITK 40 VKT，官方編號：20 ItKiv 39-44），以用作防空炮。同時，還為L-39生產了裝設於樹樁的特殊防空裝置和亮度為200—1,400公尺的探照燈。其他好的目標是狙擊手、以及坦克上的多處薄弱點，例如開放式艙口，尤其是含磷彈藥。它甚至能夠損壞坦克砲塔，並且把它們固定住以防止火砲的迴旋。
大約在1940年12月，一枝拉赫蒂L-39取代了芬蘭L182装甲车以上架設、原來的13.2毫米口徑L-35/36重機槍。1941年，這種轉換方式被芬蘭第一師的裝甲部隊所使用。

### 第二次世界大戰以後
第二次世界大戰以後，芬蘭仍然裝備約1,650枝L-39；直到1951年，仍有1,333枝步槍在服役。儘管有一部份L-39是後備武裝，但在承認直升機成為越戰期間戰場要素之一以後，仍可被用作一款反直升機和防空武器；而另一部份則被賣給了收藏家，主要是在美國。最後的步槍在1980年代後期才被撤裝，目前的L-39仍然是收藏家和博物館的收藏品。芬蘭軍隊出售L-39時，美國收藏家購入最多，但只有20萬發20毫米口徑子彈通過芬蘭國防部出口。當時，與美國的交易價格為$99.99，其中包括一具完整的木製運輸箱、工具和維修套件、槍管蓋、四個盒子、八具彈匣和100發20毫米口徑子彈。
如今，該步槍，特別是仍然處於可操作狀態的步槍，已經被視為非常稀有武器，並且備受追捧，偶爾出售的步槍的平均價格為$10,000。由於其價值，一些停用的武器（將鋼筋焊接到其膛室以內）已被重新激活。但由於原裝的彈藥很少，它倆通常會被重新（縮小）膛室為.50 BMG，以降低其使用成本。在美國，具體視乎州份和聯邦法律，平民仍然可能擁有其所有權。由於該武器所發射的彈藥大於.50口徑，因此被認為是毀滅性武器，須遵守1934年全國槍械法。平民擁有權取決於是否遵守該法律以及個別州份是否完全禁止平民對毀滅性武器的擁有權。直到2010年代，許多L-39仍可使用。

### 使用細節
使用者發現L-39笨重，難以在戰場上搬動。甚至它的彈匣本身也重至將近兩公斤。這些彈匣的右側具有一條遮蓋的觀察縫，以指示彈匣以內剩餘的裝彈數量，其後又為防空用途而研發了15發彈匣。
為了抵抗L-39的強大後座力，緩沖彈簧被製成非常堅固，以至於無法以傳統的拉機柄將武器處於待擊狀態。取而代之的是，使用該步槍右側的旋轉曲柄式槓桿將槍栓向後拉動起來。半自動功能時，在每次射擊以後，L-39的槍栓會鎖在後方，握把保險也能夠釋放槍栓。握把和扳機的整個前部都受到大型護圈和橡膠製緩衝墊所保護，以保護操作者的手免於擊發以後，被以很高的速度從該步槍的底部彈出的彈殼所傷。
整枝武器重約50公斤，通常是由驯鹿或馬匹所牽引，但當脫下時需要由數人所攜帶。該步槍的機械瞄具可在200至1,400公尺之間調整，並且配備了不尋常的二重兩腳架；它具有兩套支腿，其中一套附有釘子用於抓緊堅固的地面，另一套附有雪橇用於鬆軟的地面或雪地。
在實戰中，該步槍會分配給一支由兩人組成的小組以搬動和射擊，但亦經常單獨使用。除步槍本身以外，還有兩個運輸箱、其中裝有兩個彈匣（總計，四個備用彈匣，40發彈藥）、兩個用於維護和拆卸工具的工具箱、彈匣裝填設備和備件以及牽引線是其標準附件。因過重會影響遠距離撤退，一部份步槍在戰鬥中被遺棄，但亦很容易替代。到戰爭結束時，国家步枪工厂（現在的帕特裏亞公司）生產了超過1,900枝L39，並且投入了實戰。

## 犯罪用途
1965年，從紐約一家槍械店搶來的兩枝L-39（已被釋放給私營部門）在蒙特利尔的銀行搶劫當中被用以摧毀銀行保險箱。該案件成為1974年製作的美國電影《沖天炮與飛毛腿》（ Thunderbolt and Lightfoot）的藍本，由迈克尔·西米诺所執導、克林·伊斯威特所主演。

## 動畫
- 2014年於動漫《TRINITY SEVEN 魔道書7使者》中現身，由王立書冊學園的教師與7使者之一的淺見莉莉絲所使用。

## 資料來源
1. 1 2  Käkelä s.111
2. ↑  Käkelä s.107
3. ↑  Kekkonen, P. T. . Gunwriters, Guns.connect.fi. 26 October 1999  [17 April 2015]. （原始内容存档于2021-01-26）.
4. ↑  . Jaeger Platoon.   [2012-05-18]. （原始内容存档于2020-11-27）.
5. ↑  Dominique Renaud, « 20 Pstkiv/39 Lahti », Trucks & Tanks Magazine, no 67, mai-juin 2018, p. 64 (ISSN 1957-4193)
6. ↑  . Guns.com. 2013-05-21  [2016-03-11]. （原始内容存档于2018-06-13）.

## 外部連結
- （英文）—Anti-Tank Rifle History and Collecting （页面存档备份，存于）
- （英文）—Winterwar.com （页面存档备份，存于）
- （英文）—AT-RIFLES PART 1: Finnish domestic designs （页面存档备份，存于）
- （英文）—JAEGER PLATOON:FINNISH ARMY 1918 - 1945 WEBSITE （页面存档备份，存于） - Site about the Finnish Army.
- （英文）—Modern Firearms.net—Lahti L-39 （页面存档备份，存于）
- （英文）—Military Factory.com—Lahti L-39 (Elephant Gun) （页面存档备份，存于）
- YouTube.com—How to Operate a Finnish Lahti Anti-Tank-Gun （页面存档备份，存于）
- YouTube.com—iMac vs 20mm Anti-Tank Rifle （页面存档备份，存于）